# 14829 Поваляєва
14829 Поваляєва (14829 Povalyaeva) — астероїд головного поясу, відкритий 3 жовтня 1986 року.
Тіссеранів параметр щодо Юпітера — 3,471.